# Leilani Farha
Leilani Farha és una advocada canadenca i directora global de THE SHIFT, una organització internacional de drets humans centrada en l'habitatge, les finances i el clima. Entre juny de 2014 i abril de 2020 va ser relatora especial de les Nacions Unides sobre habitatge adequat.

## Carrera professional
Farha és advocada i treballadora social de formació (LLB/MSW) i exalumna de la Universitat de Toronto, i ha estat directora executiva de les entitats canadenques Centre for Equality Rights in Accommodation (CERA) i Canada Without Poverty.

### Relator especial de les Nacions Unides sobre habitatge
Durant el seu mandat com a Relatora Especial, s'ha centrat en la desigualtat econòmica i l'absència d'una representació política efectiva dels pobres com a causes de la manca d'habitatge o d'allotjament inadequat. Farha fa campanya pel dret a un habitatge adequat per als grups marginats i va treballar al Canadà per implementar resolucions de les Nacions Unides que consideren la manca d'habitatge com una violació dels drets humans. Farha ha participat en missions arreu del món per examinar la situació dels drets a l'habitatge i desenvolupar polítiques per implementar aquests drets.

### The Shift
Leilani Farha va ser pionera a llançar el projecte THE SHIFT el 2019 com un nou moviment global per reivindicar i fer realitat el dret humà bàsic a l'habitatge. SHIFT anima les persones i les empreses a considerar l'habitatge no exclusivament com un lloc per invertir l'excés de capital, sinó a considerar la provisió d'habitatges com un lloc perquè les persones visquin amb dignitat, criïn famílies i participin més activament en la comunitat. Després de deixar el seu càrrec de Relatora Especial de l'ONU, va esdevenir la Directora Global de l'organització The Shift.
THE SHIFT persegueix els seus objectius amb la col·laboració de l'⁣Oficina de l'Alt Comissariat de les Nacions Unides per als Drets Humans i el Govern Local de Ciutats Unides.

## Punts de vista
Leilani Farha va parlar a The Guardian sobre l'incendi de la Torre Grenfell. Farha tem que es van vulnerar els drets humans dels inquilins perquè no estaven prou involucrats en la manera com es va construir l'edifici, especialment en qüestions de seguretat, abans de l'incendi i no estan prou involucrats en les investigacions posteriors a l'incendi. Farha va declarar: "Em preocupa quan els residents em diuen que senten que no se'ls escolta i que no sempre se'ls tracta com a éssers humans. Aquests són els fonaments dels drets humans: veu, dignitat i participació en solucions a les seves pròpies situacions". La manca de seguretat en el revestiment utilitzat, en els circuits elèctrics i en l'accés a l'edifici per a vehicles de bombers i rescat podria haver vulnerat els drets humans a un habitatge segur, va declarar Farha.